# Bitva u Jutska
Bitva u Jutska, neboli též bitva u Skagerraku, byla největší námořní bitva první světové války a zároveň šlo o jedinou bitvu této války, ve které se vzájemně utkaly hlavní síly britského a německého loďstva. Bitva se uskutečnila 31. května a 1. června 1916 v Severním moři u pobřeží Jutského poloostrova (resp. u Skagerraku). Střetla se v ní britská Grand Fleet admirála Sira Johna Jellicoe s německou Hochseeflotte viceadmirála Reinharda Scheera. Bylo to třetí střetnutí loďstev ocelových bitevních lodí po menších, ale rozhodnějších bitvách rusko-japonské války ve Žlutém moři (1904) a u Cušimy (1905) a zároveň první bitva loďstev v éře (super)dreadnoughtů.
Záměrem německé Hochseeflotte bylo vylákat do léčky a zničit část britské Grand Fleet, neboť Hochseeflotte nebyla dost silná na to, aby se (s nadějí na vítězství) postavila celé Grand Fleet. To mělo uvolnit britskou námořní blokádu Německa a umožnit operace německého obchodního loďstva. Britská Grand Fleet naopak chtěla zničit celou Hochseeflotte, případně ji zablokovat v přístavech, aby nemohla ohrozit britské zásobovací lodní trasy.
Německý plán byl použít pět moderních bitevních křižníků průzkumné eskadry viceadmirála Franz von Hippera k vylákání bitevních křižníků viceadmirála Sira Davida Beattyho před bitevní lodě německého loďstva. Do předpokládané trasy britských lodí měly být rozmístěny ponorky. Britové ze zachyceného radiového provozu usoudili, že se na německé straně chystá velká operace a britská Grand Fleet vyplula ještě předtím, než německé ponorky zaujaly své pozice.
Odpoledne 31. května se předsunuté Beattyho bitevní křižníky střetly s předsunutými Hipperovými křižníky ještě předtím, než Němci předpokládali, že k nějakému střetu dojde. Hipper obrátil na jih vstříc Scheerově Hochseeflotte a Beatty ho následoval. Během následujícího střetu (takzvaný Run to the South), kdy pět německých bitevních křižníků čelilo přesile šesti Beattyho bitevních křižníků a čtyř rychlých bitevních lodí kontradmirála Sira Hugh Evan-Thomase, přišel Beatty o dva bitevní křižníky, které po zásahu explodovaly. Když Beatty zpozoroval Scheerovu Hochseeflotte, obrátil zpět na sever, čímž se Evan-Thomasovy bitevní lodě staly zadním vojem ustupující britské formace. Hipper a Scheer pronásledovali ustupující britský předsunutý svaz (takzvaný Run to the North), aniž by tušili, že je Beatty vede k Jellicoeově Grand Fleet. Mezi 18:30 a soumrakem (přibližně 20:30) se obě loďstva – celkem na 250 lodí – dvakrát navzájem střetla za světelných podmínek, které zvýhodňovaly Brity (britské lodě mizely v nadcházejícím soumraku, zatímco německé se rýsovaly proti zapadajícímu slunci).
Bylo potopeno čtrnáct britských a jedenáct německých lodí s velkými ztrátami na životech. Po západu slunce a během noci se Jellicoe snažil manévrovat tak, aby odřízl Němcům ústup na základnu, přičemž doufal, že druhého dne bude boj pokračovat. Během noci ale Scheer prorazil skrz britské lehké síly, které tvořily zadní voj Grand Fleet a vrátil se na základnu.
Obě strany si nárokovaly vítězství. Britové ztratili více lodí (co do výtlaku téměř dvakrát více, než Němci) a více než dvojnásobný počet námořníků. Britský tisk kritizoval neschopnost Grand Fleet vybojovat rozhodující bitvu, ale Scheerův plán zničit podstatnou část Grand Fleet také selhal a i navzdory ztrátám si Britové udrželi na Severním moři převahu. Německé loďstvo svojí přetrvávající existencí nutilo Brity držet vlastní bitevní lodě v Severním moři (koncept tzv. fleet in being). Bitva také potvrdila německou doktrínu, že Hochseeflotte se musí vyvarovat přímého střetu s celou Grand Fleet. Koncem roku 1916, po dalších neúspěšných pokusech, jak zvrátit početní převahu Royal Navy, obrátilo císařské loďstvo své úsilí k neomezené ponorkové válce s cílem zničit obchodní loďstvo Dohody a neutrálů, kteří zásobovali Británii. To vedlo v dubnu 1917 ke vstupu USA do války na straně Dohody.

## Pozadí
Po vypuknutí první světové války zahájilo britské námořnictvo, toho času největší na světě, námořní blokádu Německa. Německé námořnictvo, i když druhé největší na světě, zůstávalo kromě několika výpadů v přístavech. Jedinou výjimkou byly ponorky, proti nimž v té době neexistovala účinná protizbraň a které působily britskému obchodnímu loďstvu těžké ztráty, a to zejména po zahájení neomezené ponorkové války. Poté, co začaly být důsledky námořní blokády citelné, změnilo německé námořnictvo taktiku. Ostřelováním přístavů se snažilo vylákat část britského loďstva, s nímž by se mohlo utkat a porazit je. Britská flota však na tyto provokace většinou nereagovala.

## Bitva

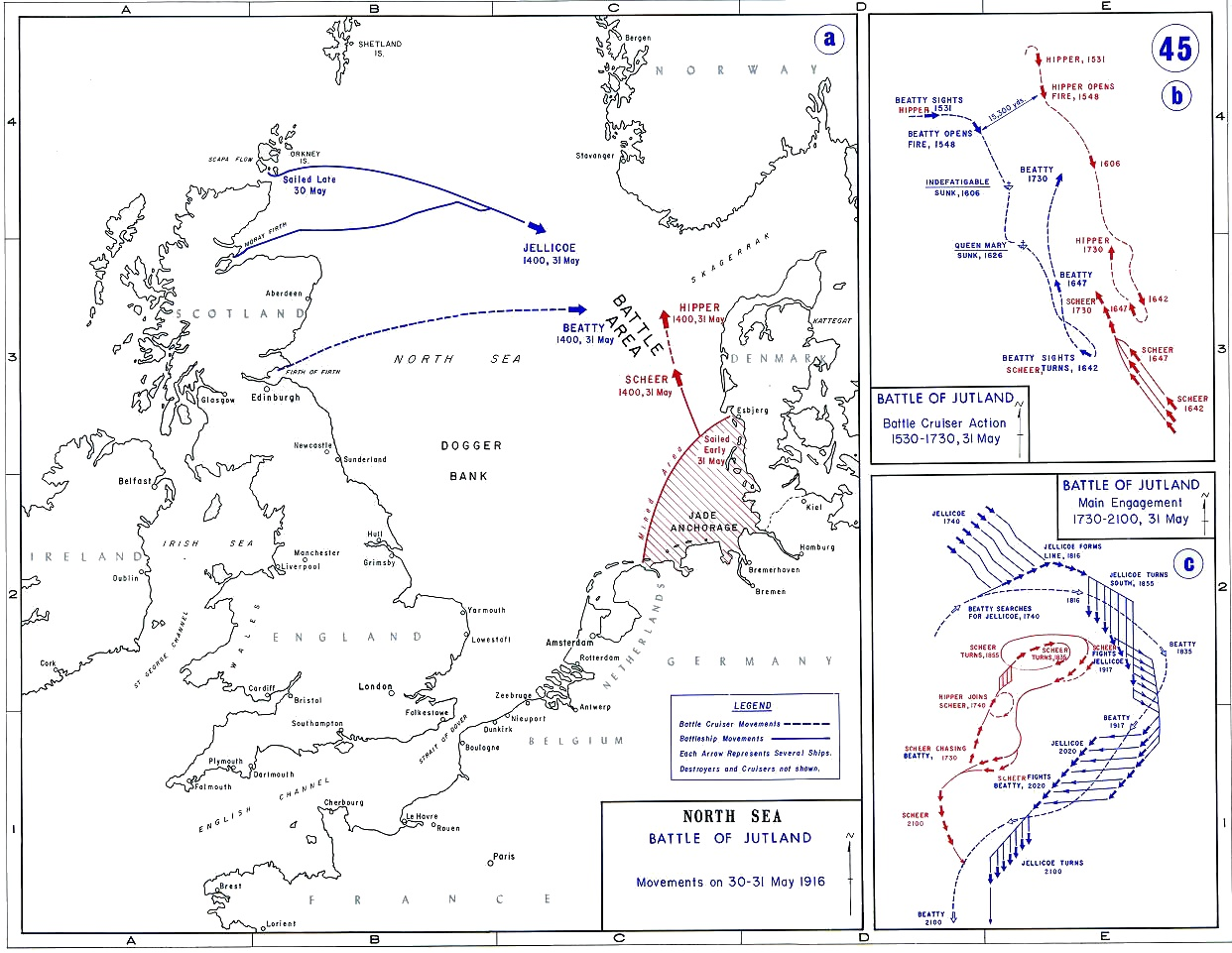
Bitva u Jutska 1916:
a) trasa jednotlivých svazů do prostoru bitvy
b) srážka bitevních křižníků mezi 15:30 až 17:30 31. května
c) střetnutí hlavních sil 17:30 až 21:00 31. května

31. května 1916 v jednu hodinu po půlnoci vyplula německá Hochseeflotte z Wilhelmshavenu k další „provokační“ akci. Nejprve vyplula průzkumná skupina, které velel viceadmirál Franz von Hipper, který měl k dispozici 5 bitevních křižníků, 4 lehké křižníky a 31 velkých torpédovek. Za ní vyplul viceadmirál Reinhard Scheer s hlavním jádrem Hochseeflotte, které tvořilo 16 bitevních lodí, 6 starých bitevních lodí, 7 lehkých křižníků a 30 velkých torpédovek.
Britové se o akci včas dozvěděli, protože dokázali rozšifrovat německé kódy, a vypluli Němcům naproti. Vpředu plula skupina, která vyrazila z Rosythu a jíž velel viceadmirál Sir David Beatty. Jeho skupina byla složena z 6 bitevních křižníků, 4 rychlých bitevních lodí, 11 lehkých křižníků, 27 torpédoborců a mateřské lodi hydroplánů. Za ní plula hlavní část Home Fleet pod velením admirála Sira John Jellicoeho, která vyplula ze Scapa Flow a Cromarty Firth. K dispozici měl 24 bitevních lodí, 3 bitevní křižníky, 6 pancéřových křižníků, 15 lehkých křižníků, 51 torpédoborců a minolovku.
Oba protivníci tedy byli na moři (Britové vypluli dokonce o čtyři a půl hodiny dříve), ale ani jeden z nich nevěděl, že protivník vyslal na moře celé své loďstvo.

### První kontakt

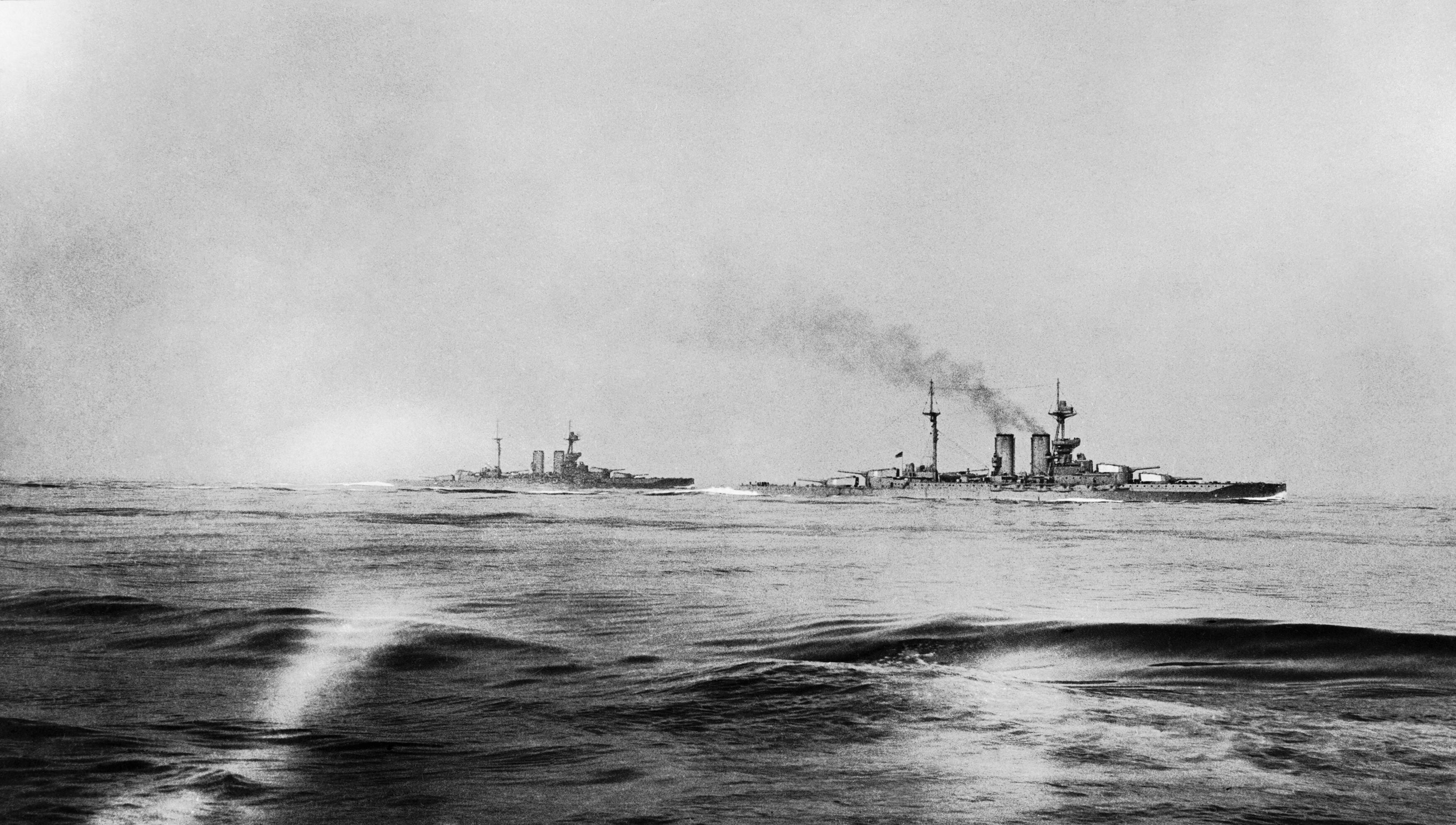
HMS Warspite a Malaya vyfocené z HMS Valiant okolo 14:00 hodiny

Ve 14:20 na sebe obě průzkumné skupiny narazily: britský lehký křižník HMS Galatea hlásil vizuální kontakt se dvěma — pravděpodobně nepřátelskými — křižníky. Ve skutečnosti šlo o dvě velké torpédovky SMS B109 a SMS B110, které zajišťoval lehký křižník SMS Elbing a které měly za úkol prověřit neutrální dánský parník N.J.Fjord, který se ocitnul mezi dvěma přibližujícími se loďstvy. Zbytek britské první eskadry lehkých křižníků vyrazil bez rozkazu vpřed, aby podpořil HMS Galathea. Beatty nechal změnit kurz na východní, aby se se svými bitevními křižníky dostal mezi předpokládané hlavní síly protivníka a jejich mateřskou základnu a odřízl jim tak cestu. Vlivem špatné interpretace vlajkového signálu o změně kurzu z vlajkového bitevního křižníku HMS Lion plula 5. eskadra rychlých bitevních lodí ještě nějaký čas SV-kurzem, takže nakonec plula 10 mil (18,5 km) — místo 5 mil (9,25 km) — za bitevními křižníky viceadmirála Beattyho.
Ve 14:28 byla HMS Galathea poprvé zasažena granátem ze SMS Elbing. 
V 15:32 byla Hipperova eskadra německých bitevních křižníků zpozorována z HMS Lion a ostatních britských bitevních křižníků, plujících za vlajkovou lodí v pořadí: HMS Princess Royal, HMS Queen Mary, HMS Tiger, HMS New Zealand a HMS Indefatigable východním kurzem. Beatty nařizuje zvýšit rychlost na 25 uzlů a změnit kurz na JV, aby mohl na nepřítele pálit plnou boční salvou. Doprovodné torpédoborce 13. a 9. flotily byly vyslány dopředu před hlavní formaci.
V německé formaci plul jako první nejmodernější vlajkový SMS Lützow a za ním SMS Derfflinger, SMS Seydlitz, SMS Moltke a nejstarší SMS Von der Tann. Hipper plul JJV-kurzem a přetínal tak kurz Beattyho bitevním křižníkům, s tím, že je měl na pravoboku své formace. To přinese v pozdější fázi bitvy výhodu Němcům, protože britské lodě se budou jasně rýsovat oproti zapadajícímu slunci, kdežto německé se začnou halit do tmy. Zároveň tento kurz vedl k hlavním silám viceadmirála Scheera, které se nacházely asi 50 mil (cca 90 km) daleko a mířily do prostoru nastávajícího střetu.

### Střetnutí bitevních křižníků

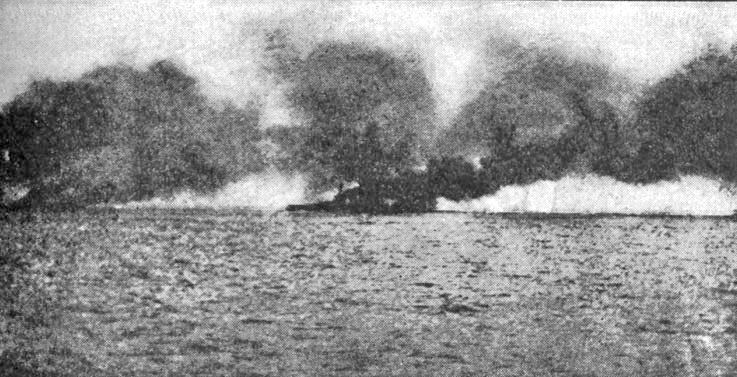
Beattyho vlajková loď Lion hoří po salvách z křížníku Lützow

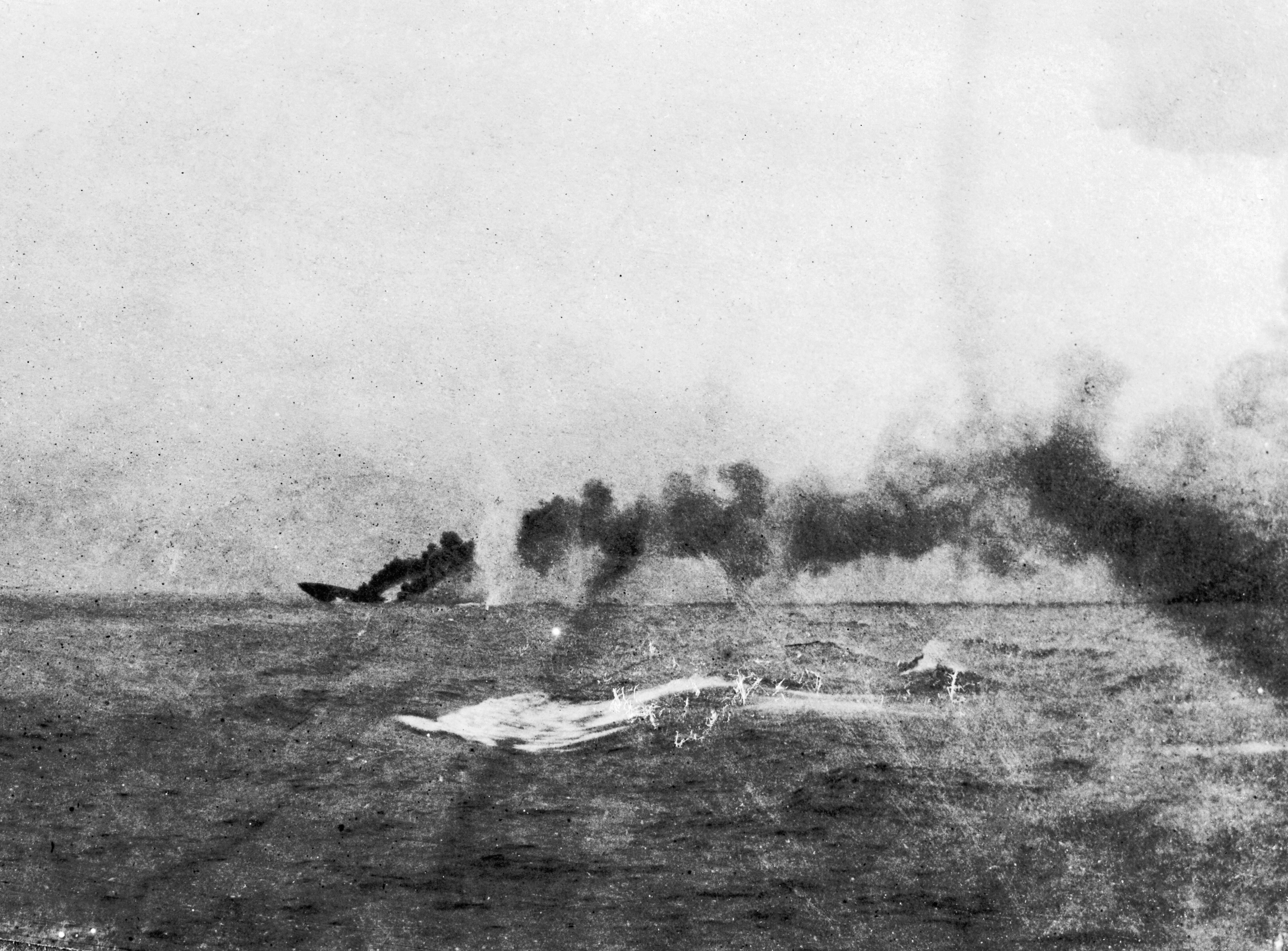
Potápějící se HMS Indefatigable po úderech z bitevního křižníku Von der Tann

V 15:49 zahájily německé bitevní křižníky admirála Hippera palbu a britské jim záhy odpověděly. Obě kolony teď pluly paralelním kurzem, směrem na JJV ve vzdálenosti asi 14 km od sebe. Německé lodě si rozdělily cíle tak, že každá loď pálila na soupeřovu loď na odpovídající pozici (první na první, druhá na druhou, etc…), kromě posledního SMS Von der Tann, který místo na předposlední HMS New Zealand střílel na poslední loď Beattyho formace HMS Indefatigable. Na britské straně došlo k dalšímu nedorozumění v komunikaci ohledně rozdělení cílů a tak HMS Indefatigable střílel na SMS Von der Tann, HMS New Zealand a HMS Tiger na SMS Moltke, HMS Queen Mary na SMS Seydlitz a HMS Princess Royal s HMS Lion na SMS Lützow. Na dvě německé lodě tak střílely dvě dvojice místo jenom jedné a SMS Derfflinger tak zůstal nepostřelován.
Hned v prvních minutách boje byly na britské straně zasaženy HMS Lion (jednou ze SMS Lützow v 15:51), HMS Tiger (dvakrát ze SMS Moltke v 15:51) a HMS Princess Royal (dvakrát ze SMS Derfflinger v 15:53). Na německé straně byl zasažen pouze SMS Lützow (z HMS Princess Royal v 15:51). Beatty vydal rozkaz svým torpédoborcům zaútočit torpédy. Obě linie bitevních křižníků se k sobě přiblížily na 11,8 km. V 15:58 se HMS Queen Mary podařil zásah SMS Seydlitz.

### Střetnutí hlavních sil

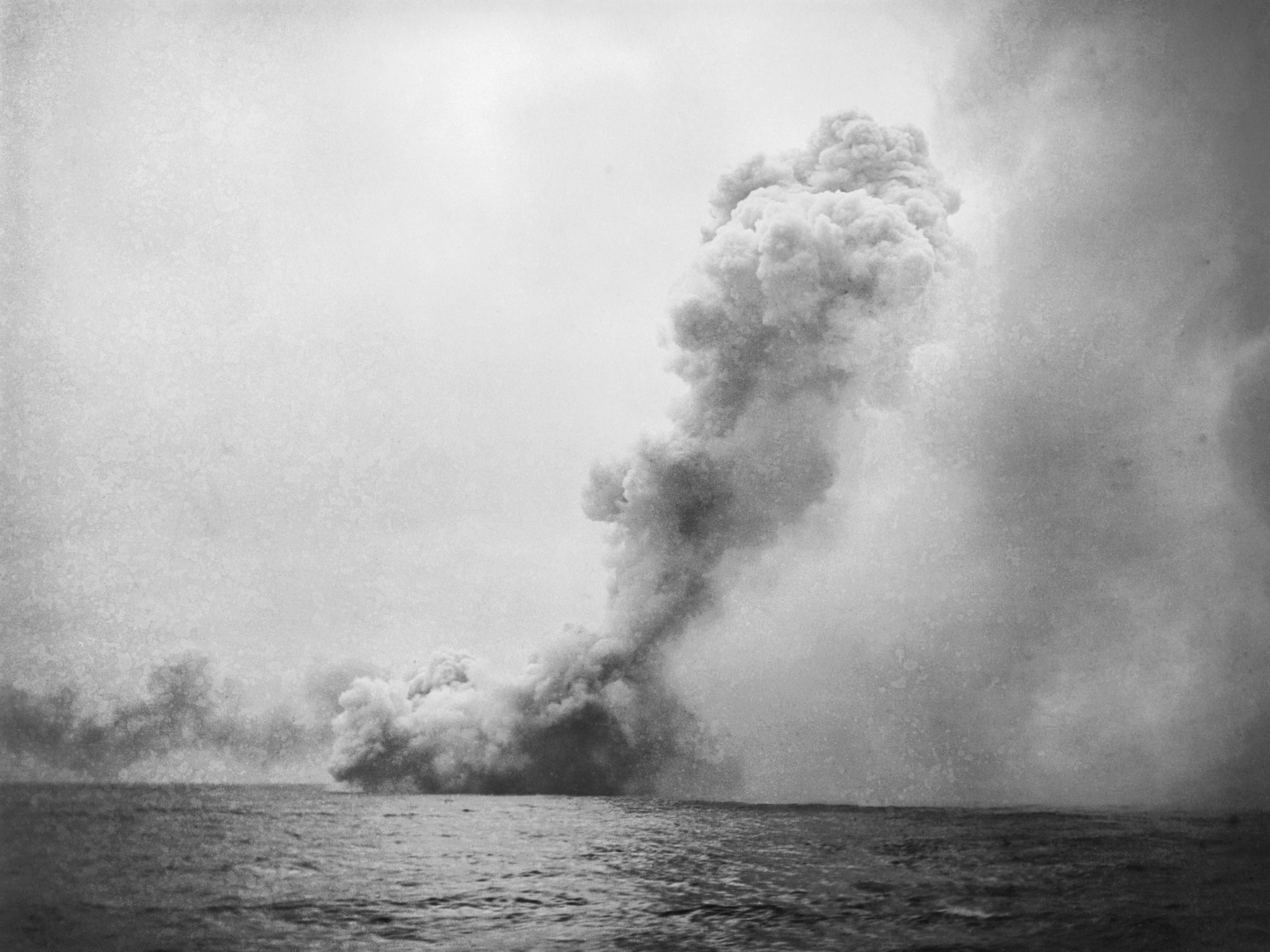
Výbuch HMS Queen Mary

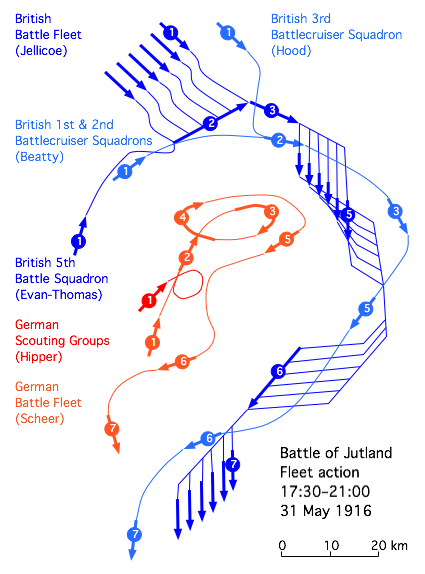
(1) Průzkumné síly se znovu připojily ke svým příslušným flotilám.
(2) 18:15 Britská flotila přeskupena do bojové linie
(3) 18:30 Německá flotila pod palbou se odvrací
(4) 19:00 Německá flotila se otáčí zpět
(5) 19:15 Německá flotila se podruhé odvrátila
(6) 20:00
(7) 21:00 Soumrak: Jellicoe zaujímá formaci pro noční plavbu

Díky tomu, že Scheer plul západním kurzem, vklínili se Britové mezi něj a německé přístavy. Snad proto, že se již velmi přiblížila noc, nehodlal admirál Jellicoe zbytečně riskovat pronásledování a zvolil taktiku vyčkávání na návrat německého loďstva, který musel zákonitě přijít. Scheer, v tušení,že se Britové budou snažit nadběhnout mu, zvolil riskantní manévr. Otočil svoje loďstvo o 180 stupňů a doufal, že než Britové zareagují, proklouzne jim za zády a bude je moci napadnout ze zálohy, nebo si minimálně otevře cestu k německým břehům. Bohužel pro něj se zmýlil v úsudku o rychlosti britského svazu a započal s manévrem příliš brzy. Díky tomu se po chvíli vynořil přímo před hlavními silami nepřítele. Začala zuřivá přestřelka, při které hlavní roli na straně Britů sehrála 5. eskadra rychlých bitevních lodí admirála Hugh Evan-Thomase. Čtyři bitevní lodi třídy Queen Elizabeth, i přesto, že při záchraně Beattyho zdecimovaného svazu bitevních křižníků tvrdě inkasovaly, držely Němce v šachu. I když to byly v té době nejmocnější lodi světa, rozhodující ránu nepříteli zasadit nemohly. Na to jich bylo příliš málo. Scheera však přinutily opět nasadit pro něj tolik nevýhodný západní kurz. Během předešlé potyčky inkasovaly německé lodi takřka třicetkrát, britské pouze dvakrát. Byl už pozdní večer a rozhodnutí mělo přijít v noci.

### Noční boj
Jedinou vážnou ofenzivní akcí bylo prakticky náhodné noční setkání britských torpédoborců s ustupujícími Němci. 
15 britských torpédoborců pod velením komodora Wintoura se v noci okolo 1:40 1. června dostali do boje s hlavními silami ustupujících Němců. Britové vypálili torpéda a snažili se od Němců vzdálit, v nastalém zmatku ale torpédoborec Spitfire vrazil do přídě německé bitevní lodě Nassau a vážně ji poškodil. Torpédům pak padly za oběť predreadnought Pommern a lehký křižník Rostock, při vyhýbání torpédům ještě došlo ke srážce lodi Posen s lehkým křižníkem Elbing, který utrpěl vážné poškození. Po zásahu německých bitevních lodí se Britové stáhli, v šarvátce ztratili torpédoborce Fortune, Tipperary, Ardent a Turbulent, další pak byly těžce poškozeny. Účet za celou bitvou zakončil poškozený pancéřový křižník Black Prince, který se během této noční přestřelky dostal do dráhy německých bitevních lodí, které ho rozstřílely na padrť (SMS Thüringen). 

## Závěr

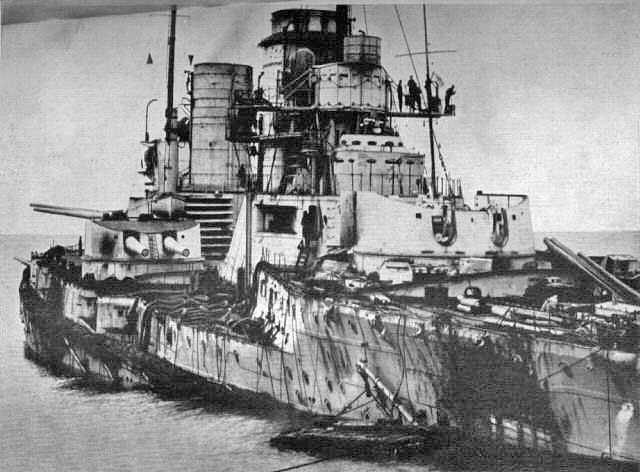
SMS Seydlitz byl v bitvě těžce poškozen. Dostal 21 zásahů z velkých ráží, několik z menších a také jedno torpédo. 98 námořníků zahynulo a 55 bylo zraněno.

Obě strany vyhlásily své vítězství, přestože žádná nedosáhla toho, čeho chtěla. Velitelé obou stran byli vyznamenáni nejvyššími medailemi svých zemí i jejich spojenců.
Taktické vítězství získali Němci, kteří ztratili výrazně méně lodí i námořníků. Daleko lépe také propagandisticky využila bitvu německá strana, která prohlásila svou flotu za velkého vítěze a „topila“ ve svých prohlášeních víc plavidel, než ve skutečnosti. Císař Vilém již 5. června provedl prohlídku základny v Wilhelmshavenu a vlajkové lodi admirála Scheera, kterého povýšil na úroveň Hindenburga v pozemním vojsku. K další velké námořní bitvě ale už nedošlo, protože Scheer držel své bitevní lodě většinou v přístavech a když už mělo dojít ke střetu, tak raději ustoupil. Císařské námořní síly vedly až do konce války jen sporadické a omezené operace hladinových sil. K tomu vedlo jednak vědomí materiální převahy královské floty (od roku 1917 posílené eskadrou amerických bitevních lodí) a jednak panická bázeň císaře Viléma před další velkou bitvou. O to razantněji podporoval jiný způsob boje proti Britům a obnovil strategii neohraničené podmořské války. Ohrožení britských dopravních linek se zmenšilo až po vstupu USA do války a zavedení systému konvojů.
Na britské straně panovalo po bitvě rozčarování z toho, že se jim nepodařilo v rozhodné bitvě zničit německou flotu. Zejména na viceadmirála Beattyho se snesla sprška výtek pro jeho neuvážená rozhodnutí. A to i přesto, že strategicky uspěla Royal Navy, která ubránila svou vládu na evropských vodách a britská námořní nadvláda tak pokračovala dál až do konce války.